# Tomorrow (The Cranberries)
Tomorrow è un singolo dei The Cranberries, estratto dall'album Roses. Il brano è stato lanciato dalle stazioni radiofoniche il 23 novembre 2011.
Hanno eseguito questo brano insieme a Zombie durante il 62º Festival della Canzone Italiana di Sanremo.

## Descrizione
Il brano, seconda traccia del sesto album in studio Roses, rappresenta il primo singolo della band irlandese dopo il precedente Stars, uscito nel 2002 per la promozione della raccolta omonima. Il singolo anticipa l'uscita del disco, pubblicato a inizio 2012.

A proposito del brano, Dolores O'Riordan ne ha così parlato sulla rivista Billboard:
(Dolores O'Riordan sul brano Tomorrow.)
Un'anteprima di un minuto della canzone è stata pubblicata il 31 luglio 2011.

## Video musicale
Il videoclip di accompagnamento al brano, diretto da Colin Mclvor e girato nel novembre 2011 a Limerick in Irlanda, è stato pubblicato sul canale ufficiale della band il 30 gennaio 2012. Le riprese hanno avuto luogo il giorno in cui è venuto a mancare il padre di O'Riordan. È stato il video più economico e veloce che il gruppo abbia mai realizzato (circa 5 ore di riprese).
È inoltre l'ultimo videoclip in cui compaiono i membri della band.
Il video, dove O'Riordan è legata a una corda, è ambientato in un garage situato nella città irlandese, a circa cinque minuti dalla casa dei genitori di Dolores. Come affermato dalla cantante, la stessa era solita andare in quel garage con i suoi fratelli da giovane. 

## Tracce
CD Singolo - Cooking Vinyl – FRYCD490P
1. The Cranberries – Tomorrow (Radio Edit) – 3:43 (Dolores O'Riordan)
2. The Cranberries – Tomorrow – 3:55 (Dolores O'Riordan)